# Saint-Julien-Molhesabate
Saint-Julien-Molhesabate è un comune francese di 210 abitanti situato nel dipartimento dell'Alta Loira della regione dell'Alvernia-Rodano-Alpi.

## Società

### Evoluzione demografica
Abitanti censiti